# Alto Pantanal (tiểu vùng)
Alto Pantanal là một tiểu vùng thuộc bang Mato Grosso, Brasil. Tiều vùng này có diện tích 53590 km², dân số năm 2007 là 123141 người.